# Regina Boritzer
Regina Boritzer (Lützen, 29 september 1909 - ?) was een Duits-Israëlisch maatschappelijk werkster en vluchtelingenhelpster.

## Biografie
Regina Boritzer was een dochter van Isaac Boritzer. Na haar sociopedagogische studies van 1927 tot 1930 werd ze in 1932 sociaal assistente in dienst van de stad Leipzig. Van 1933 tot 1935 werkte ze voor de joodse gemeenschap in Leipzig. In 1936 emigreerde ze via Frankrijk naar Zwitserland, waar ze een werkvergunning kreeg om als sociaal assistente aan de slag te gaan bij de Schweizerische Flüchtlingshilfe. Ze was er aan de slag van 1935 tot 1949. Vanaf 1941 studeerde ze in Zürich toegepaste psychologie. Ze faciliteerde tevens de illegale immigratie naar Palestina. Hoewel ze een verblijfsvergunning had in Zwitserland, emigreerde ze in 1949 naar Israël waar ze vanaf 1962 afdelingsdirectrice was bij het ministerie van sociale zekerheid.
- Gemeinsame Normdatei: 1059125404
- Historisch woordenboek van Zwitserland: 028014
- Virtual International Authority File: 310704573